# S Ori 62
S Ori 62 ist ein Brauner Zwerg im Sternbild Orion. Er wurde 2000 von Maria Rosa Zapatero Osorio et al. entdeckt. Er gehört der Spektralklasse L2±1,5 an.